# Dorota Segda
Dorota Segda (sinh ngày 12 tháng 2 năm 1966 tại Kraków) là một diễn viên điện ảnh và diễn viên sân khấu người Ba Lan. Bên cạnh việc diễn xuất, bà còn giữ vai trò giáo sư nghệ thuật và hiệu trưởng của Học viện nghệ thuật sân khấu quốc gia AST ở Kraków kể từ năm 2016.

## Tiểu sử
Dorota Segda tốt nghiệp Học viện nghệ thuật sân khấu Ludwik Solski ở Kraków. Kề từ năm 1987, bà là diễn viên của một số nhà hát ở Kraków. Các vai diễn của Segda tại Nhà hát Stary bao gồm vai Albertine trong vở kịch Operetka (1988), vai Salome trong vở kịch Sen srebrny Salomei (1993), và vai Margaret trong vở Faust của Johann Wolfgang Goethe (1997). Bà hai lần đoạt Giải thưởng Zelwerowicz cho hạng mục diễn viên xuất sắc nhất, nhờ vào vai diễn Salome (mùa giải 1992/1993) và vai Margaret trong tác phẩm Faust (mùa giải 1996/1997).
Từ năm 1997 đến năm 2000, bà tham gia diễn xuất tại Nhà hát quốc gia ở Warsaw và thủ vai Rachela trong tác phẩm Wesele (2000) của Stanisław Wyspiański. Bà đã biểu diễn khoảng hơn 50 vai diễn trên sân khấu.
Về sự nghiệp phim ảnh, Segda đã thủ vai một cặp song sinh trong bộ phim hài kịch My 20th Century của đạo diễn Ildikó Enyedi, vai chính trong bộ phim Faustina (1995) cũng như các vai diễn trong một số bộ phim truyền hình khác. Năm 2012, Segda được bổ nhiệm làm thành viên của Học viện Điện ảnh Ba Lan.